# Ministri dell'interno del Regno delle Due Sicilie
Successione cronologica dei ministri dell'interno e dei direttori dell'Interno nel Regno delle Due Sicilie: 

## Elenco
- Donato Tommasi (1815-1817)
- Emmanuele Parisi (1817-1818)
- Diego Naselli (1820)
- Giuseppe Zurlo (1820)
- Raimondo de Gennaro (1820)
- Giovanbattista Vecchione (1821-1822)
- Felice Amati (1822-1830)
- Giuseppe Ceva Grimaldi Pisanelli di Pietracatella (1830-1832)
- Niccolò Santangelo (1832-1847)
- Carlo Cianciulli (1847-1848)
- Giuseppe Parisi (1848)
- Francesco Paolo Bozzelli (1848)
- Giovanni Avossa (1848)
- Giovanni Vignali (1848)
- Raffaele Conforti (1848)
- Francesco Paolo Bozzelli (1848)
- Raffaele Longobardi (1848-1849)
- Pietro d'Urso (1849)
- Salvatore Murena (1849-1853)
- Lodovico Bianchini (1853-1859)
- Achille Rosica (1859-1860)
- Federigo del Re (1860)
- Liborio Romano (1860)
- ... (1860)
- Pietro Calà Ulloa (1860-1861)